# Água Revés e Crasto
Água Revés e Crasto ist eine Gemeinde (Freguesia) im portugiesischen Kreis Valpaços. In ihr leben 275 Einwohner (Stand 19. April 2021).